# ジョラ語
ジョラ語（ジョラご）は、方言連続体である。話者はセネガル、ガンビア、ギニアビサウに居住するジョラ族の人々である。

## 下位分類
- Bayot —バヨット語 
  - Bayot【bda】—バヨット語（英語版）、バヨ - 18,790人
- Jola Proper — 
  - Jola Central — 
    - Gusilay —グスィライ語 
      - Bandial【bqj】—バンジャル語 (セネガル)（英語版）、バンジャール - 11,200人
      - Gusilay【gsl】—グスィライ語（英語版）、ギュシレ - 15,400人

    - Her-Ejamat — Jola-Felupe language
      - Ejamat【eja】— エジャマ - 8,230人
      - Kerak【hhr】—  - 13,200人

    - Jola-Fonyi —ジョラ＝フォニィ語 
      - Jola-Fonyi【dyo】—ジョラ＝フォニィ語、フォニイ - 407,500人

    - Jola-Kasa —ジョラ＝カサ語 
      - Jola-Kasa【csk】—ジョラ＝カサ語（英語版）、カザ - 45,100人

  - Karon-Mlomp — 
    - Karon【krx】—カロン語（英語版）、カロン - 15,000人
    - Mlomp【mlo】— Mlomp language、ンロンプ - 5,400人

  - Kwatay — 
    - Kuwaataay【cwt】—クワータイ語（英語版）、クワテ - 6,210人